# Xantillí

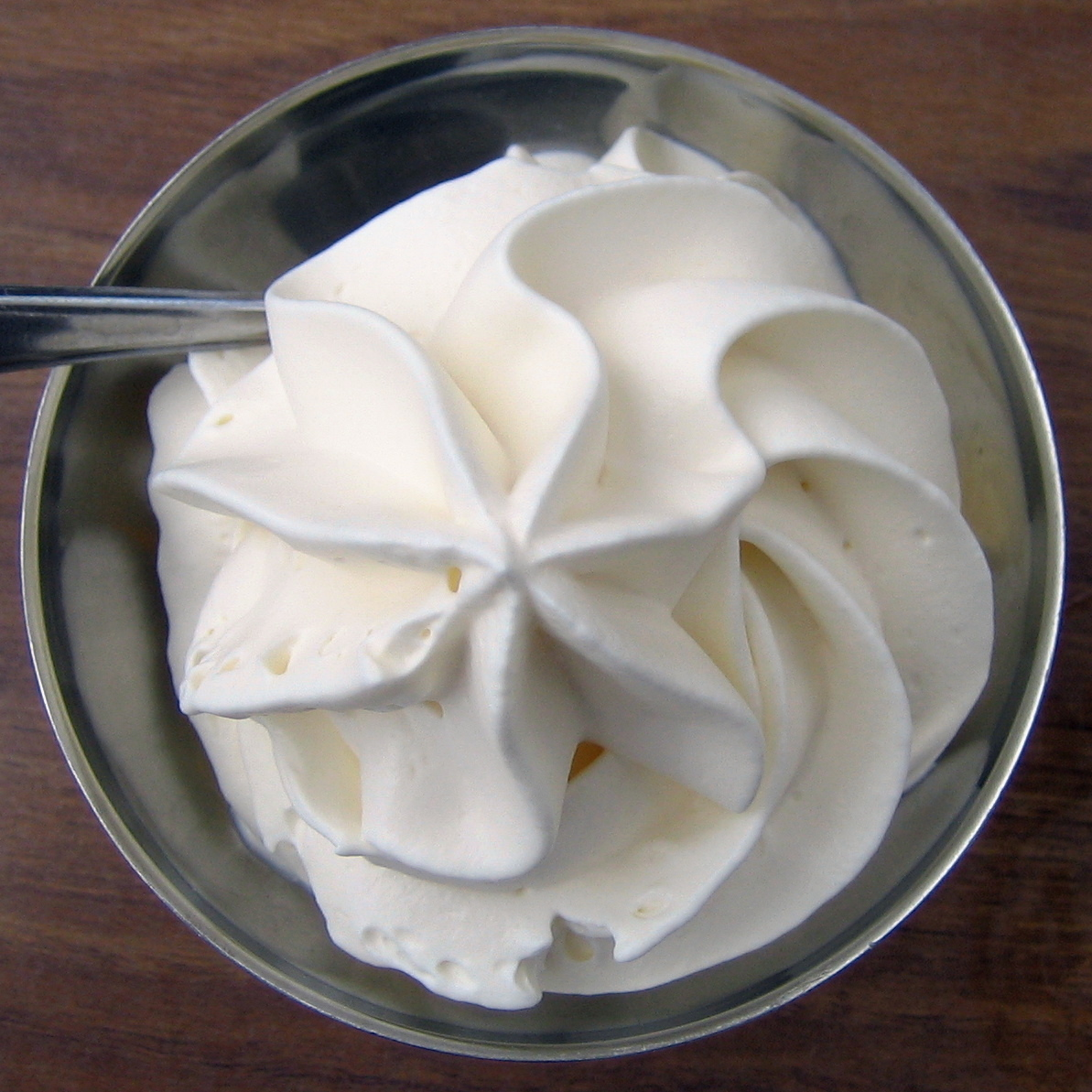
Xantillí

El xantillí (adaptació catalana del nom de la ciutat francesa de Chantilly) és nata muntada ensucrada i perfumada amb vainilla o aroma de vainilla, al gust francès. La recepta original es remunta al segle xvii i és obra de François Vatel.

## Preparació
Es comença barrejant la nata muntada amb el sucre i l'aroma i tot seguit es bat imperativament en fred, molt millor dins un bol gelat, amb una vareta per augmentar la superfície de contacte amb l'aire, on es forma la pel·lícula sòlida que incorporarà les bombolles d'aire.
El batut manual necessita un moviment de rotació molt regular i batre bé el fons de la barreja per conservar l'homogeneïtat de l'emulsió, si no es formaran grumolls de mantega abans que el conjunt de la crema lligui. Es considera imprescindible preparar-ho dins un bol de fons rodó.
Per facilitar que la nata lligui bé, o bé si el xantillí s'ha d'utilitzar sobre preparacions calentes i evitar que es dissolgui immediatament, s'hi pot afegir una mica de clara d'ou batuda a punt de neu –la clara és rica en proteïnes–, o bé un emulsionant com la lecitina.

## Recepta
- 200 grams de nata d'almenys un 30% de matèria grassa (en cas contrari, no munta)
- 3 cullerades de sucre de llustre
- 1/4 de culleradeta d'essència de vainilla

Es baten junts tots els ingredients fins que la nata quedi espessa. Per evitar que es talli s'ha de batre tan sols el temps necessari, no més, i tenir el bol envoltat de gel. Generalment es posa dins una mànega amb filtre arrissat per decorar coques, flams i postres.

## Utilització i conservació
El xantillí s'utilitza en pastisseria com a element decoratiu. És igualment molt apreciat sobre les copes de gelat i serveix també per fer el cafè vienès, un cafè calent cobert de xantillí i empolvorat amb encenalls o pols de xocolata negra. Es conserva dins la nevera fins al moment de la seva utilització.